# Алесандро Бастони
Алесандро Бастони (на италиански: Alessandro Bastoni) е италиански футболист, защитник, който играе за италианския Интер.

## Кариера

### Аталанта
Бастони преминава през различните възрастови групи в Бергамо, включително правейки почти 30 изяви за отбора до 17 години, преди да премине към отбора на Примаверата на Аталанта, където се утвърждава като титуляр в центъра на защитата. Той е на пейката на първия отбор за първи път на 30 октомври 2016 г. за мача срещу Дженоа и прави своя дебют месец по-късно в мача за Купата на Италия срещу Пескара Калчо, играейки цял мач при победа с 3:0. В Серия А Бастони остава като неизползвана резерва за шестте мача след този с Дженоа, докато не дебютира при победата с 1:0 над Сампдория на 22 януари 2017 г. с пълни 90 минути.

### Интер
На 31 август 2017 г. Интер Милано обявява привличането на Бастони за 31 милиона евро и на същия ден отдаване под наем в Аталанта за следващите два сезона. Интер си връща предсрочно Алесандро Бастони от Аталанта и подновява договора му до 2023 г. на 14 юли 2018 г.

### Парма
На 7 август 2018 г. Бастони се присъединява към Парма под наем до 30 юни 2019 г. Дебютира на 7 октомври 2018 г. в шампионатен мач, спечелен с 3:1 като гост срещу Дженоа.

## Национален отбор
Бастони е титуляр и играе на Европейското първенство за младежи до 19 г. през 2019 г.
Бастони получава първата си повиквателна за старшия отбор на Италия от Роберто Манчини за мачовете от Лигата на нациите срещу Босна и Херцеговина и Нидерландия през септември 2020 г. Той прави своя дебют за Италия на 11 ноември, започвайки в приятелска победа с 4:0 срещу Естония във Флоренция.
През юни 2021 г. Бастони е включен в състава на Италия за Евро 2020. Прави първото си и единствено участие в турнира в последния мач от групата на Италия, започвайки при победата с 1:0 срещу Уелс в Рим на 20 юни. На 11 юли Бастони печели Европейското първенство с Италия след победа с 3:2 с дузпи над Англия на стадион Уембли във финала, след равенство 1:1 в продълженията.
На 14 юни 2022 г., в четвъртия групов мач на Италия от Лигата на нациите на УЕФА, Бастони вкарва първия си гол при загубата с 2:5 като гост на Германия.

## Отличия
Интер
- Серия А (2): 2020/21[15], 2023/24[16]
- Копа Италия (2): 2021/22, 2022/23[17]
- Суперкопа Италиана (3): 2021, 2022[18], 2023[19]

Италия
- Европейско първенство по футбол: 2020

Индивидуални
- Отбор на годината в Серия А: 2020/21[20], 2022/23[21]

### Ордени
-  5ти Клас / Рицар: Орден за заслуги пред италианската република: 2021